# 1963
- Wikisource

| Calendário gregoriano                                                        | 1963 MCMLXIII                       |
| Ab urbe condita                                                              | 2716                                |
| Calendário arménio                                                           | 1412 – 1413                         |
| Calendário bahá'í                                                            | 119 – 120                           |
| Calendário budista                                                           | 2507                                |
| Calendário chinês                                                            | 4659 – 4660 Início a 25 de janeiro  |
| Calendário copta                                                             | 1679 – 1680                         |
| Calendário etíope                                                            | 1955 – 1956                         |
| Calendários hindus - Vikram Samvat - Calendário nacional indiano - Cáli Iuga | 2018 – 2019 1884 – 1885 5063 – 5064 |
| Calendário Holoceno                                                          | 11963                               |
| Calendário islâmico                                                          | 1383 – 1384                         |
| Calendário judaico                                                           | 5723 – 5724 Início a 19 de setembro |
| Calendário persa                                                             | 1341 – 1342 Início a 21 de março    |
| Calendário rúnico                                                            | 2213                                |
| Calendário solar tailandês                                                   | 2506                                |

- Wikisource

| Calendário gregoriano                                                        | 1963 MCMLXIII                       |
| Ab urbe condita                                                              | 2716                                |
| Calendário arménio                                                           | 1412 – 1413                         |
| Calendário bahá'í                                                            | 119 – 120                           |
| Calendário budista                                                           | 2507                                |
| Calendário chinês                                                            | 4659 – 4660 Início a 25 de janeiro  |
| Calendário copta                                                             | 1679 – 1680                         |
| Calendário etíope                                                            | 1955 – 1956                         |
| Calendários hindus - Vikram Samvat - Calendário nacional indiano - Cáli Iuga | 2018 – 2019 1884 – 1885 5063 – 5064 |
| Calendário Holoceno                                                          | 11963                               |
| Calendário islâmico                                                          | 1383 – 1384                         |
| Calendário judaico                                                           | 5723 – 5724 Início a 19 de setembro |
| Calendário persa                                                             | 1341 – 1342 Início a 21 de março    |
| Calendário rúnico                                                            | 2213                                |
| Calendário solar tailandês                                                   | 2506                                |

1963 (MCMLXIII, na numeração romana) foi um ano comum do século XX que começou numa terça-feira, segundo o calendário gregoriano. A sua letra dominical foi F. A terça-feira de Carnaval ocorreu a 26 de fevereiro e o domingo de Páscoa a 14 de abril. Segundo o horóscopo chinês, foi o ano do Coelho, começando a 25 de janeiro.

| Evento                                                   | Data            | Hora  |
| -------------------------------------------------------- | --------------- | ----- |
| Aquário                                                  | 20 de janeiro   | 18:54 |
| Peixes                                                   | 19 de fevereiro | 09:09 |
| primavera no hemisfério norte e outono no hemisfério sul |                 |       |
| Carneiro/equinócio                                       | 21 de março     | 08:20 |
| Touro                                                    | 20 de abril     | 19:37 |
| Gémeos                                                   | 21 de maio      | 18:59 |
| verão no hemisfério norte e inverno no hemisfério Sul    |                 |       |
| Caranguejo/solstício                                     | 22 de junho     | 03:05 |
| Leão                                                     | 23 de julho     | 14:00 |
| Virgem                                                   | 23 de agosto    | 20:58 |
| Outono no Hemisfério Norte e Primavera no Hemisfério Sul |                 |       |
| Balança/equinócio                                        | 23 de setembro  | 18:24 |
| Escorpião                                                | 24 de outubro   | 03:29 |
| Sagitário                                                | 23 de novembro  | 00:50 |
| inverno no hemisfério norte e verão no hemisfério sul    |                 |       |
| Capricórnio/solstício                                    | 22 de dezembro  | 14:02 |

| UTC: Portugal Continental, Madeira, Guiné-Bissau e São Tomé e Príncipe Subtrair (-): 1 h nos Açores e Cabo Verde 2 h nas Ilhas oceânicas brasileiras 3 h em Brasília, em Goiás, na Amazônia Oriental Brasileira e no nordeste, sudeste e sul brasileiros 4 h na Amazônia Ocidental Brasileira, Mato Grosso e Mato Grosso do Sul 5 h no Acre e sudoeste do Amazonas Adicionar (+): 1 h em Angola e Guiné Equatorial 2 h em Moçambique 8 h em Macau 9 h em Timor-Leste. |
| Adicionar uma hora durante a vigência do horário de verão: Portugal Continental : De 7 de abril a 6 de outubro de 1963 |

| Ano completo                       |
| ---------------------------------- |
| Ano comum com início à terça-feira |

## Eventos
- 6 de janeiro - O referendo no Brasil de 1963 ocorreu para determinar o sistema de governo (parlamentarista ou presidencialista) do país, resultando na escolha do presidencialismo.
- 23 de fevereiro - Os primeiros imigrantes coreanos chegam ao Brasil.
- 22 de março - Lançamento de Please Please Me, álbum de estreia da banda de rock britânico The Beatles
- 8 de abril - Fundação do Museu de Arte Contemporânea da Universidade de São Paulo, em São Paulo.
- 21 de junho - O Cardeal Giovanni Battista Montini se torna o Papa Paulo VI
- 26 de julho - Criação do Ministério Público do Estado do Acre.
- 27 de agosto- Abertura dos Jogos Pan-Americanos de 1963 em São Paulo
- 28 de agosto - Ocorre em Washington (DC) a Marcha sobre Washington, liderada pelo ativista Martin Luther King Jr., que no evento faz seu famoso discurso Eu Tenho um Sonho.[1]
- 7 de setembro- Encerramento dos Jogos Pan-Americanos em São Paulo
- 15 de outubro - O então Chanceler alemão Konrad Adenauer renuncia o cargo, logo depois seu Ministro da Economia e Vice-Chanceler Ludwig Erhard assumiu o cargo no seu lugar.
- 30 de outubro - A Lamborghini é fundada em Sant'Agata Bolognese, na Itália.
- 22 de novembro - O então Presidente dos Estados Unidos John F. Kennedy é assassinado em Dallas no Texas, logo após o seu assassinato seu Vice-presidente Lyndon B. Johnson assume o cargo no seu lugar.
- 26 de dezembro - Lançamento, em nível nacional, no Brasil, da Campanha da Fraternidade.

## Nascimentos
- 4 de março - Jason Newsted, Músico, Cantor, Compositor, Empresário, mais conhecido como baixista da banda de heavy metal Metallica
- 27 de março - Xuxa, apresentadora de TV brasileira, conhecida como A Rainha dos Baixinhos
- 6 de abril - Rafael Correa, presidente do Equador até 2007.
- 9 de junho - Johnny Depp, ator norte-americano
- 25 de junho - George Michael, Cantor Pop Britânico
- 17 de julho - Letsie III, rei de Lesoto desde 1996.
- 3 de agosto - James Hetfield, Cantor, compositor e guitarrista da banda Metallica.
- 9 de agosto - Whitney Houston, Cantora Pop Americana
- 23 de agosto - Gloria Pires, atriz brasileira
- 16 de setembro - Andréa Beltrão, atriz brasileira
- 18 de dezembro - Brad Pitt, ator norte-americano
- 26 de dezembro - Lars Ulrich, Baterista e co - fundador da banda Metallica

## Mortes
- 29 de janeiro - Robert Frost, escritor estadunidense (n. 1874).
- 23 de abril - Yitzhak Ben-Zvi, presidente de Israel de 1952 a 1963 (n. 1884).
- 3 de junho - Papa João XXIII, foi um papa da Igreja Católica de 1958 até 1963 (n. 1881).
- 11 de outubro - Édith Piaf, cantora francesa (n. 1915).
- 4 de novembro - Pascual Ortiz Rubio, presidente do México de 1930 a 1932 (n. 1877).
- 22 de novembro - Aldou Huxley, escritor inglês (n. 1894).
- 22 de novembro - Clive Staples Lewis, autor de As Crônicas de Nárnia (n. 1898).
- 22 de novembro - John F. Kennedy, 35º presidente dos Estados Unidos (n. 1917).
- 12 de dezembro - Theodor Heuss, foi um político alemão e presidente da Alemanha de 1949 a 1959 (n. 1884).[2]

## Prêmio Nobel
- Física - Maria Goeppert-Mayer,[3] J. Hans D. Jensen,[3] Eugene Wigner[3]
- Química - Karl Ziegler,[4] Giulio Natta[4]
- Medicina - John Carew Eccles,[5] Alan L. Hodgkin,[5] Andrew F. Huxley[5]
- Literatura - Giorgos Seferis[6]
- Paz - Cruz Vermelha[7]

## Epacta e idade da Lua
| Epacta gregoriana | 8 (VIII) |
| Idade da Lua      | Letra i  |

## Por tema
- 1963 na arte
- 1963 no Brasil
- 1963 na ciência
- 1963 no cinema
- Desastres em 1963
- 1963 no desporto
- 1963 no jornalismo
- 1963 na literatura
- 1963 na música
- 1963 na política
- 1963 no teatro
- 1963 na televisão